# Devarajapalli, Bagepalli
Devarajapalli là một làng thuộc tehsil Bagepalli, huyện Kolar, bang Karnataka, Ấn Độ.